# Sól ziemi czarnej
Sól ziemi czarnej é um filme de drama polonês de 1970 dirigido e escrito por Kazimierz Kutz. Foi selecionado como representante da Polônia à edição do Oscar 1971, organizada pela Academia de Artes e Ciências Cinematográficas.

## Elenco
- Olgierd Lukaszewicz - Gabriel Basista
- Jan Englert - Erwin Maliniok
- Jerzy Binczycki - Bernard Basista
- Jerzy Cnota - Euzebin Basista
- Wieslaw Dymny - Franek Basista
- Bernard Krawczyk - Dominik Basista
- Andrzej Wilk - Alojz Basista
- Antoni Zwyrtek